# 1147
Évszázadok: 11. század – 12. század – 13. század
Évtizedek: 1090-es évek – 1100-as évek – 1110-es évek – 1120-as évek – 1130-as évek – 1140-es évek – 1150-es évek – 1160-as évek – 1170-es évek – 1180-as évek – 1190-es évek
Évek: 1142 – 1143 – 1144 – 1145 –  1146 – 1147 – 1148 – 1149 – 1150 – 1151 – 1152

## Események

### Határozott dátumú események
- március 30. – Henriket, III. Konrád német király fiát társuralkodóvá koronázzák. (1150-ig, haláláig társuralkodó apja mellett.)
- május vége – III. Konrád német király serege elindul a második keresztes hadjáratra.[1]
- június 20. – VII. Lajos francia király serege elindul a második keresztes hadjáratra.[2]
- október 25. – A Konrád vezette keresztes sereg Dorylaeumnál súlyos vereséget szenved az ikoniumi szultán seregétől és Niceáig vonul vissza.[3] Később csatlakozva a franciákhoz Laodicea mellett vereséget szenved a törököktől is.

### Határozatlan dátumú események
- az év folyamán –

A templomosok keresztje

  - I. Alfonz portugál király a keresztesek segítségével elfoglalja Lisszabont a móroktól.[4]
  - Moszkva első írásos említése.[5]
  - Az Aragóniai Királyság elfoglalta a móroktól Almeríát.
  - Abd al-Mumin megtöri az Almorávidák hatalmát Marokkóban, egyúttal megalapítja az Almohádok dinasztiáját.
  - A templomosok megszerzik a híres, széthajló végű piros kereszt viselésének jogát.[6]

## Születések
- III. István magyar király († 1172)